# Херман I фон Баден
Херман I фон Баден Блажени (на немски: Hermann I. von Baden; * ок. 1040, Фрайбург; † 25 април 1074, Абатство Клюни, Клюни, Франция) от род Церинги, е маркграф на Верона от 1061 до 1074 г. и граф в Брайзгау, основател на линията на маркграфовете на Баден.

## Живот
Херман I е най-големият син на Бертхолд I фон Церинген (1024 – 1078), херцог на Каринтия, и първата му съпруга Рихвара, която вероятно е дъщеря на херцог Херман IV от Швабия.
Херман I става маркграф на Верона, която тогава е в Херцогство Каринтия, управлявано от Церингите.
През 1073 г. Херман I се оттегля в манастира Клуни и става свободен монах (Конверз, Laienbruder). Той умира там следващата година. Католиците честват блажения маркграф Херман I от Баден на 25 април.

## Фамилия
Херман I е женен за Юдит († 27 септември 1091, Салерно), за която е известно само нейното име. Те имат две деца:
- Херман II (* 1060, † 8 октомври 1130), граф в Брайзгау, маркграф на Лимбург, и от 1112 г. се нарича Херман I маркграф на Баден, първият от род Церинги; женен за Юдит фон Хоенберг/Юдит от Бакнанг († 1123)
- Луитгард фом Бризгау († сл. 3 юни 1110), омъжена за граф Бертхолд I фон Хоенберг „Стари“ († 3 март 1110).